# RNGTT
RNGTT‏ (RNA guanylyltransferase and 5'-phosphatase) هوَ بروتين يُشَفر بواسطة جين RNGTT في الإنسان.